# Boehen (Soedan)
Boehen was een oud-Egyptische nederzetting gesitueerd op de westelijke oever van de Nijl onder (naar het noorden van) het Tweede Cataract in het huidige Soedan. Het is welbekend omwille van zijn fort, dat waarschijnlijk gebouwd werd tijdens het regeren van farao Senoeseret III, rond het jaar 1860 v.C. (tijdens de 12e dynastie van Egypte). De plaats zou eerst als een buitenpost in Beneden-Nubië gediend hebben gedurende het regeren van Snofroe (4e dynastie van Egypte). Graffiti en andere gegraveerde voorwerpen gevonden bij de plaats tonen aan dat de Egyptenaren er ongeveer 200 jaar bleven, tot laat in de 5e dynastie, wanneer ze waarschijnlijk verdreven werden door het zich uitbreidende koninkrijk Kerma van Boven-Nubië.